# Sindrome delle dita blu
La sindrome della punta blu è un quadro clinico caratterizzato da microembolismo aterotrombotico, che può portare a ischemia focale transitoria, occasionalmente con una perdita minore di tessuto, ma senza ischemia diffusa dell'avampiede. Lo sviluppo di dita blu o violacee può verificarsi anche in seguito a traumi, lesioni indotte dal freddo, anomalie che producono cianosi generalizzata, diminuzione del flusso arterioso e alterazioni dello "scarico" venoso. I termini "sindrome del dito blu", "sindrome del dito grigio" e "sindrome del dito viola" sono talvolta usati come sinonimi.
Lo studio della patologia può includere esami ecocardiografici, TC toracica e addominale o risonanza magnetica nucleare, studi di imaging sul circolo arterioso periferico, ed esami di laboratorio per verificare la possibile presenza di ipercoagulopatia,.